# Lok-Sabha-Wahlkreis Udupi-Chikmagalur
Der Lok-Sabha-Wahlkreis Udupi-Chikmagalur ist ein Wahlkreis bei den Wahlen zur Lok Sabha, dem Unterhaus des indischen Parlaments. Er liegt im Bundesstaat Karnataka und umfasst den größten Teil der Distrikte Udupi und Chikkamagaluru.
Bei der letzten Wahl waren 1.387.295 Einwohner wahlberechtigt.

## Letzte Wahl
Die Wahl zur Lok Sabha 2014 hatte folgendes Ergebnis:
| Kandidat              | Partei                | Stimmen |
| --------------------- | --------------------- | ------- |
| Shobha Karandlaje     | BJP                   | 56,2 %  |
| K. Jayaprakash Hegde  | INC                   | 38,6 %  |
| V. Dhananjaya Kumar   | JD(S)                 | 1,4 %   |
| Sonstige              | Sonstige              | 3,0 %   |
| Keiner der Kandidaten | Keiner der Kandidaten | 0,8 %   |

## Nachwahl 2012
Nachdem der bisherige Abgeordnete D. V. Sadananda Gowda zurückgetreten war, um das Amt des Chief Ministers (Regierungschefs) von Karnataka zu übernehmen, fand am 18. März 2012 eine Nachwahl statt. Sie hatte folgendes Ergebnis:
| Kandidat             | Partei   | Stimmen |
| -------------------- | -------- | ------- |
| K. Jayaprakash Hegde | INC      | 46,8 %  |
| V. Sunil Kumar       | BJP      | 41,4 %  |
| S. L. B. Gowda       | JD(S)    | 8,5 %   |
| Sonstige             | Sonstige | 3,3 %   |

## Wahl 2009
Die Wahl zur Lok Sabha 2009 hatte folgendes Ergebnis:
| Kandidat              | Partei   | Stimmen |
| --------------------- | -------- | ------- |
| D. V. Sadananda Gowda | BJP      | 48,1 %  |
| K. Jayaprakash Hegde  | INC      | 44,9 %  |
| Radha Sundaresh       | CPI      | 3,0 %   |
| Srinivas Poojary      | Unabh.   | 1,4 %   |
| J. Steven Menezes     | BSP      | 1,2 %   |
| Sonstige              | Sonstige | 1,4 %   |

## Wahlkreisgeschichte
Der Wahlkreis Udupi-Chikmagalur besteht seit der Lok-Sabha-Wahl 2009. Vorgängerwahlkreise waren die Wahlkreise Udupi und Chikmagalur. Bei der Neuordnung der Wahlkreise gaben die bisherigen Wahlkreise Udupi und Chikmagalur einen Teil ihres Gebietes an umliegende Wahlkreise ab und wurden zum neuen Wahlkreis Udupi-Chikmagalur zusammengeschlossen.